# What Should Not Be Unearthed
What Should Not Be Unearthed – ósmy album studyjny amerykańskiego zespołu muzycznego Nile. Wydawnictwo ukazało się 28 sierpnia 2015 roku nakładem wytwórni muzycznej Nuclear Blast. Premierę płyty poprzedził singel Call to Destruction, który ukazał się 24 lipca, także 2015 roku. W ramach promocji do pochodzących z płyty piosenek "Call to Destruction" i "Evil to Cast Out Evil" powstały tzw. "lyric videos".

## Lista utworów
Opracowano na podstawie materiału źródłowego.
| Nr  | Tytuł utworu                            | Słowa                | Muzyka                            | Długość |
| --- | --------------------------------------- | -------------------- | --------------------------------- | ------- |
| 1.  | „Call to Destruction”                   | Karl Sanders         | Karl Sanders, George Kollias      | 5:45    |
| 2.  | „Negating the Abominable Coils of Apep” | Karl Sanders         | Karl Sanders, George Kollias      | 4:14    |
| 3.  | „Liber Stellae Rubeae”                  | Karl Sanders         | George Kollias, Dallas Toler-Wade | 3:48    |
| 4.  | „In the Name of Amun”                   | Karl Sanders         | Karl Sanders, George Kollias      | 6:49    |
| 5.  | „What Should Not Be Unearthed”          | Karl Sanders         | Karl Sanders, George Kollias      | 6:58    |
| 6.  | „Evil to Cast Out Evil”                 | Karl Sanders         | George Kollias, Dallas Toler-Wade | 5:37    |
| 7.  | „Age of Famine”                         | Karl Sanders         | Karl Sanders, George Kollias      | 4:11    |
| 8.  | „Ushabti Reanimator”                    | utwór instrumentalny | Karl Sanders                      | 1:30    |
| 9.  | „Rape of the Black Earth”               | Karl Sanders         | George Kollias, Dallas Toler-Wade | 4:35    |
| 10. | „To Walk Forth from Flames Unscathed”   | Karl Sanders         | Karl Sanders, George Kollias      | 6:36    |
|     |                                         |                      |                                   | 50:03   |

## Twórcy
Opracowano na podstawie materiału źródłowego.
| Zespół Nile w składzie - Karl Sanders – gitara elektryczna, gitara basowa, wokal prowadzący, wokal wspierający - Dallas Toler-Wade – gitara elektryczna, gitara basowa, wokal prowadzący, wokal wspierający - George Kollias – perkusja, instrumenty perkusyjne Dodatkowi muzycy - Pete Hammoura – instrumenty perkusyjne, wokal wspierający - Jon Vesano – wokal wspierający - Mike Breazeale – wokal wspierający - Brad Parris – wokal wspierający |  | Inni - Bob Moore – inżynieria dźwięku - Alan Douches – mastering - Neil Kernon – produkcja muzyczna, miksowanie, inżynieria dźwięku - Michał "Xaay" Loranc – okładka, oprawa graficzna |

## Wydania
| Rok  | Nr katalogowy          | Format                                        | Wytwórnia         | Region            | Źródło |
| ---- | ---------------------- | --------------------------------------------- | ----------------- | ----------------- | ------ |
| 2015 | NB 3334-2, 27361 33342 | CD, Album, Sli                                | Nuclear Blast     | Europa            | [ 17 ] |
| 2015 | NB 3334-1, 27361 33341 | LP + LP, S/Sided, Etch + Album                | Nuclear Blast     | Europa            | [ 17 ] |
| 2015 | NB 3334-1, 27361 33341 | LP, Cle + LP, S/Sided, Etch, Cle + Album, Ltd | Nuclear Blast     | Europa            | [ 17 ] |
| 2015 | NB 3334-1, 27361 33341 | LP, Gol + LP, S/Sided, Etch, Gol + Album, Ltd | Nuclear Blast     | Europa            | [ 17 ] |
| 2015 | NB 3334-1, 27361 33341 | LP, Lil + LP, S/Sided, Etch, Lil + Album, Ltd | Nuclear Blast     | Europa            | [ 17 ] |
| 2015 | NB 3334-1, 27361 33341 | LP, Sil + LP, S/Sided, Etch, Sil + Album, Ltd | Nuclear Blast     | Europa            | [ 17 ] |
| 2015 | NB 3334-2, 27361 33342 | CD, Album                                     | Nuclear Blast     | Rosja             | [ 17 ] |
| 2015 | NB 3334-2, 3334-2      | CD, Album, Sli                                | Nuclear Blast     | Stany Zjednoczone | [ 17 ] |
| 2015 | GQCS-90026             | CD, Album                                     | Chaos Reigns      | Japonia           | [ 17 ] |
| 2015 | SR1195-0               | CD, Album                                     | Scarecrow Records | Meksyk            | [ 17 ] |

## Listy sprzedaży
| Lista                        | Kraj              | Pozycja |
| ---------------------------- | ----------------- | ------- |
| Billboard Independent Albums | Stany Zjednoczone | 12      |
| Billboard Heatseekers Albums | Stany Zjednoczone | 2       |
| Billboard Tastemaker Albums  | Stany Zjednoczone | 20      |
| Ultratop                     | Belgia (FL)       | 107     |
| Ultratop                     | Belgia (WA)       | 129     |
| Suomen virallinen lista      | Finlandia         | 24      |
| SNEP                         | Francja           | 132     |
| Media Control Charts         | Niemcy            | 73      |
| Schweizer Hitparade          | Szwajcaria        | 12      |
| MegaCharts                   | Holandia          | 59      |
| Mahasz                       | Węgry             | 35      |